# Solène Butruille
 (septembre 2019).
Si vous disposez d'ouvrages ou d'articles de référence ou si vous connaissez des sites web de qualité traitant du thème abordé ici, merci de compléter l'article en donnant les références utiles à sa vérifiabilité et en les liant à la section « Notes et références ».
Solène Butruille, née le 2 novembre 1997, est une escrimeuse française. Elle pratique le fleuret en compétition. Elle entre à l'INSEP en 2016 pour intégrer l'équipe de France sénior en 2019.

## Biographie
Solène Butruille commence l'escrime à l'OGC Nice escrime à l'âge de sept ans, au départ encadré par le maître d'armes Franco, puis par le champion olympique et maître d'armes Jean-Noël Ferrari et le maître d'armes Allan Pennacchietti.
Elle suit son entrainement principal à l'INSEP avec les maîtres d'armes et entraineurs nationaux Emeric Clos, Lionel Plumenail, Jean-Yves Robin et Herbert Veron.
Elle obtient son premier titre de championne de France dans la catégorie minime en 2012, puis championne de France par équipe cadette en 2013. En 2014, elle est championne de France dans la catégorie cadette. Elle est admise au pôle France espoir à Aix-en-Provence en septembre 2016. En 2017, elle réalise le triplet en devenant championne de France junior, ainsi elle réussit à s'imposer dans chaque catégorie jeune.
Elle fait partie de l'équipe de France junior en 2016 et 2017, année où elle gagne le tournoi satellite de Cancun au Mexique. Cette même année, elle participe à ses premières coupes du monde et se sélectionne à la 29e édition des Universiades d'été à Taiwan en août 2017.
En 2019, elle est sélectionnée pour la première fois en équipe de France à Alger en Algérie, étape de la coupe du monde 2018-2019, où elle remporte l'or en fleuret par équipes. Elle termine à deux reprises dans le top 16 mondial lors des étapes de coupe du monde disputées à Anaheim aux États-Unis et Tauber en Allemagne. En mai, elle devient championne d'Europe moins de 23 ans à Plovdiv en Bulgarie, et permet à son équipe de devenir vice-championne d'Europe.
Elle participe à ses premiers championnats d'Europe seniors en 2019 à Düsseldorf où elle signe un top 16 en individuel et une médaille d'argent en équipe.
Elle est ensuite sélectionnée pour les Championnats du monde d'escrime 2019 à Budapest, en Hongrie. A l'issue de la compétition par équipe (Ysaora Thibus, Pauline Ranvier, Anita Blaze, Solène Butruille) la France se classera à la quatrième place mondiale.
Elle intègre la liste ministérielle élite pour la saison 2019-2020.

## Vie privée
Son père est médecin urgentiste et sa mère psychologue et romancière. Elle a deux frères.

## Études
Solène Butruille suit sa scolarité à Nice jusqu'au baccalauréat. Elle obtient son baccalauréat scientifique mention « Bien » en 2015. En septembre 2016, elle prépare le concours PACES. Elle intègre l'INSEP en septembre 2017 et poursuit une licence de biomédicale à Paris Descartes. Forte de l'obtention de celle-ci, elle intègre la deuxième année de médecine pour la rentrée 2019-2020.

En avril 2022, elle intègre l'Armée de terre comme sportive de haut niveau.

## Palmarès

### Sénior
- Championnats du monde
  -  Médaille d'argent par équipes aux championnats du monde d'escrime 2023 à Milan
  -  Médaille de bronze par équipes aux championnats du monde d'escrime 2022 au Caire[9]

- Épreuves de coupe du monde
  -  Médaille d'or en individuel au tournoi satellite de Cancun sur la saison 2016-2017[10]
  -  Médaille d'or par équipes à la Coupe du monde d'Alger sur la saison 2018-2019[11]
  -  Médaille d'argent par équipes à la Coupe du monde de Cancun sur la saison 2016-2017
  -  Médaille d'argent par équipes à la Coupe Rheinhold-Würth à Tauberbischofsheim sur la saison 2018-2019

- Championnats d'Europe
  -  Médaille d'argent par équipes aux championnats d'Europe d'escrime 2022 à Antalya
  -  Médaille d'argent par équipes aux championnats d'Europe d'escrime 2019 à Düsseldorf[5]

- Championnats de France
  -  Médaille d'argent par équipes aux championnats de France 2023 à Nantes[12]
  -  Médaille de bronze en individuel aux championnats de France 2022 à Antony
  -  Médaille de bronze par équipes aux championnats de France 2019 à Nantes[12]

### Minime, cadet et junior
- Épreuves de coupe du monde
  -  Médaille d'argent par équipes à la Coupe du monde U20 de Bochum sur la saison 2015-2016
  -  Médaille de bronze en individuel à la Coupe du monde U20 de Zagreb sur la saison 2016-2017[13]
  -  Médaille de bronze par équipes à la Coupe du monde U20 de Zagreb sur la saison 2016-2017

- Championnats d'Europe
  -  Médaille d'or en individuel aux championnats d'Europe U23 2019 à Plovdiv[14]
  -  Médaille d'argent par équipes aux championnats d'Europe U23 2019 à Plovdiv[14]

- Championnats de France
  -  Médaille d'or en individuel aux championnats de France minimes 2012 à Paris[12]
  -  Médaille d'or par équipes aux championnats de France cadets 2013 à Bordeaux
  -  Médaille d'or en individuel aux championnats de France cadets 2014 à Limoges
  -  Médaille d'argent par équipes aux championnats de France juniors 2014 à Saint-Germain-en-Laye
  -  Médaille d'or en individuel aux championnats de France juniors 2017 à Strasbourg[13]
  -  Médaille d'argent par équipes aux championnats de France cadets 2012 à Limoges
  -  Médaillée de bronze en individuel aux championnats de France juniors 2015 à Hénin-Beaumont[15]
  -  Médaillée de bronze par équipes aux championnats de France juniors 2015 à Hénin-Beaumont